# Cube Life: Island Survival
Cube Life: Survival Island es un videojuego indie de mundo abierto desarrollado y publicado por Cypronia. Fue lanzado para Wii U en junio de 2015, para Steam en abril de 2018, para Android e iOS el 8 de agosto de 2018, y se lanzará para Nintendo Switch el 26 de diciembre de 2020.[cita requerida]
El juego fue uno de los primeros videojuegos de mundo abierto lanzados para Wii U. Este ha sido visto como un nicho en el mercado y, a veces, es considerado como una de las principales razones de su éxito.

## Desarrollo
El popular título de sandbox de Mojang, Minecraft, que vio su primera salida de consola en Xbox 360 en 2012, no se anunció oficialmente para Wii U hasta diciembre de 2015. Antes de esto, Microsoft adquirió por completo Mojang en septiembre de 2014, y en ese momento Minecraft ya estaba disponible o anunciado para la mayoría de las plataformas principales, excepto la de Nintendo. Después de la adquisición, muchos medios de noticias de juegos expresaron su escepticismo de que Minecraft llegaría a cualquier plataforma de Nintendo, y mucho menos a Wii U. Sin embargo, ese mismo mes, el desarrollador de startups Nexis Games anunció su propio título de sandbox UCraft para Wii U. Según a Nintendo Life, UCraft se considera muy similar tanto en estética gráfica como en jugabilidad a Minecraft, y probablemente «podría llenar un vacío clave en el mercado de Wii U». Debido al pobre historial de Nexis Games, y luego del desarrollo incompleto de UCraft, otros desarrolladores independientes decidieron hacer lo mismo y lanzar sus propias versiones de títulos inspirados en Minecraft para plataformas Nintendo. Uno de esos desarrolladores fue Cypronia.
Cypronia anunció Cube Life: Island Survival en enero de 2015 con una fecha de lanzamiento más tarde ese año, prometiendo que «el objetivo es crear el mejor juego sandbox de mundo abierto de construcción de bloques para plataformas Nintendo». Cypronia enfatizó que continuarían actualizando el juego a lo largo de 2015 y más allá, mejorando el juego en base a los comentarios de los consumidores a través de Miiverse, Facebook, Twitter y varios foros comunitarios en línea, como en su sitio web oficial. Cypronia estaba interesada en alejar a Cube Life: Island Survival de ser definido como un clon de Minecraft.
En mayo de 2015, Cypronia anunció que el juego estaría disponible en Norteamérica y Europa el mes siguiente. El CEO de Cypronia, Stefan Pavelka, confiaba en que su título tiene mucho que ofrecer, afirmando: «Si comparamos el juego con la competencia, con otros juegos de Wii U de ese género, ofreceremos mucha más diversión y mayor valor, ya sea por un precio más bajo o proporcionando más contenido y funciones». El juego tuvo un descuento promocional durante el período de lanzamiento.
En abril de 2018, el juego se lanzó en Steam para Windows. El 27 de junio de 2018, el juego también estuvo disponible para MacOS.
En enero de 2019, el juego también se lanzó en Android e iOS para sus principales tiendas de aplicaciones Google Play y Apple App Store.

## Remake en HD
Con Cube Life: Island Survival haciéndose muy popular en Wii U, Cypronia anunció Cube Life: Island Survival HD, que describieron como una edición especial del juego original. Aunque el juego original se ejecutó en Full HD 1080p, la remasterización estaría en 4K. El 20 de abril de 2018 a las 17:57:05 UTC, Cube Life: Island Survival HD llegó a la tienda Steam con el mismo nombre que el juego original. el 8 de agosto de 2018, el juego fue portado a Android e iOS. El juego estaba programado para ser lanzado para Nintendo Switch, PlayStation 4 y Xbox One en noviembre de 2019, aunque no fue lanzado en esa fecha. Fue lanzado el 26 de diciembre de 2020 en Nintendo Switch, como dice el perfil del juego en Nintendo eShop.

## Recepción
Debido a la naturaleza de su juego de construcción de bloques, mundo abierto y su estilo gráfico, el juego se destacó por ser un clon del juego Minecraft según los medios especializados.
La versión para Wii U recibió una calificación de 55/100 en Metacritic, basada en 7 reseñas. Vandal lo calificó con una puntuación de 7/10, criticando su parecido con Minecraft, pero alabando su «buen resultado» a la hora de replicar la fórmula del videojuego de 2011, además de la narrativa.